# Мальованна Лариса Іванівна
Мальованна Лариса Іванівна (рос. Малеванная Лариса Ивановна; нар. 22 січня 1939 Федорівка, Неклинівський район, Ростовська область, РРФСР, СРСР) — радянська і російська актриса театру і кіно, театральний режисер, викладач, літератор, сценарист. Заслужена артистка РРФСР (1975). Народна артистка РРФСР (1985). Лауреат мистецької премії «Петрополь» за досягнення в галузі культури та мистецтва і за оригінальні проєкти (1999). Нагороджена Медаллю Пушкіна (2004).

## Біографія
У дитинстві займалася спортом, була відмінницею в школі. Закінчила режисерський факультет Ленінградського державного інституту театру, музики та кінематографії (1965). Працювала у театрах Красноярська (Красноярський ТЮГ, актриса і режисер) і Ленінграда/Санкт-Петербурга (з 1968 р.): Ленінградський академічний театр імені Ленсовєта, Ленінградський театр імені Ленінського комсомолу, Великий драматичний театр імені Г. О. Товстоногова (служила понад 30 років, з 1976 р.).
Багато успішно знімається в кіно та телесеріалах (близько 60-ти робіт). Дебютувала в картині «У день весілля» (1968, Нюра Салова в 1968 році. Популярність принесли ролі в картинах  «Єдина...» (1975), «Легенда про Тіля» (1976), «Інтердівчинка» (1989, реж. П. Тодоровський. У 1989 р. була номінована на кінопремію «Ніка» за найкращу жіночу роль другого плану.) та ін.
У 2011 р. була номінована на кінопремію «Золотий носоріг» за найкращу жіночу роль другого плану в телесеріалі «Смерть Вазір-Мухтара. Любов і життя Грибоєдова» (2009, Настасья Федорівна). 
Також знялась в українських кінострічках: «Назвіть ураган „Марією“» (1969, Марія), «Ігор Савович» (1986, т/ф, 3 с, Олена Платонівна), «Моя люба» (1987, Тамара Хрустальова), «Швидка допомога» (телесеріал; Ніна Забєліна, актриса).
У 1984—1988 рр. викладала в Ленінградському державному інституті театру, музики і кінематографії на посаді доцента кафедри акторської майстерності і  керівника курсу (у 1988 році випустила акторський курс).
З 1988 року — керівник Санкт-Петербурзького муніципального Драматичного театру Васильєвського острова.
У 2009-2012 рр. — режисер Краснодарського муніципального молодіжного театру.
Літератор, автор трьох опублікованих книг: «Горошинка в шкатулці», «Пісочниця», «Мирися, мирися, більше не бийся ...». 
Фігурант бази даних центру «Миротворець» (участь у зйомках пропагандистського фільму реж. Т. Кеосаяна «Кримський міст. Зроблено з любов'ю!», 2018 р.).
Живе і працює в Санкт-Петербурзі.

## Фільмографія
Акторські роботи:
- 1968 — «У день весілля» (Нюра Салова, дебют в кіно)
- 1969 — «Назвіть ураган „Марією“» (Марія)
- 1969 — «Проводи білих ночей» (Тамара)
- 1969 — «Завтра, третього квітня...» (мама Маші Гаврикової)
- 1970 — «Вибух уповільненої дії» (Олена)
- 1971 — «Дозвольте зліт!» (Катерина Селезньова)
- 1972 — «Гросмейстер» (Олена Донцова)
- 1973 — «За хмарами — небо» (Поліна, дружина Степана Жерєхова )
- 1974 — «Весняні зміни» (мати Дюшки)
- 1975 — «Єдина…» (Манюня, сестра Миколи Касаткіна)
- 1975 — «Пам'ять» (Марія Йосипівна Болдіна)
- 1976 — «Легенда про Тіля» (Сооткін)
- 1976 — «Життєва справа» (Євдокія Гаврилівна, вдова-солдатка, мати трьох дітей)
- 1977 — «Стрибок з даху» (Маргарита Сергіївна, директор інституту)
- 1978 — «Іванцов, Петров, Сидоров» (Рита)
- 1978 — «Зустрічі» (Ганна)
- 1978 — «Ліка» (телеспектакль; Ніна)
- 1979 — «Сцени з сімейного життя» (Кіра Анатоліївна Миронова)
- 1980 — «Рафферті» (Марта)
- 1980 — «Пізні побачення» (Віра Іванівна)
- 1983 — «Підліток» (Софія Андріївна)
- 1983 — «Довга дорога до себе» (Костроміна )
- 1986 — «Ігор Саввович» (т/ф, 3 с, Олена Платонівна)
- 1987 — «Моя люба» (Тамара Хрустальова)
- 1988 — «Все гаразд» (Міла)
- 1989 — «Інтердівчинка» (Алла Сергіївна Зайцева, мати Тані)
- 1992 — «Анкор, ще анкор!» (Тамара Володимирівна, дружина полковника Виноградова)
- 2003 — «Ідіот» (телесеріал; Ніна Олександрівна Іволгіна)
- 2007 — «Сонька — Золота Ручка» (телесеріал;  Варвара Тихонівна, генеральша)
- 2008 — «Клінч» (мама Анни)
- 2008 — «Апостол» (телесеріал; Хромова Євгенія Тихонівна)
- 2008 — «Адмірал» (телесеріал; дружина Ессена)
- 2009 — «Смерть Вазір-Мухтара. Любов і життя Грибоєдова» (телесеріал; Настасья Федорівна. У 2011 р. була номінована на кінопремію «Золотий носоріг[ru]» за найкращу жіночу роль другого плану)
- 2011 — «Пандора» (телесеріал; Галина Йосипівна Вітяева)
- 2013 — «Відлига» (бабуся Мар'яни)
- 2014 — «Перекладач» (телесеріал; Олександра Костянтинівна)
- 2014 — «Швидка допомога» (телесеріал; Ніна Забєліна, актриса)
- 2014 — «Дві жінки» (Ганна Семенівна Іслаєва, мати Іслаєва)
- 2014 — «Кримський міст Зроблено з любов'ю!» (Рая)
- 2019 — «Союз порятунку» (фрейліна Катерина Нелідова)
- 2019 — «До швидкої зустрічі» (Марина, бабуся Лани) та ін.

### Озвучування
- 1989 — «Особиста справа Анни Ахматової» (док. фільм, текст за кадром)

## Документальний фільм
- 2009: «Холодные струи искусства. „Горошинка в шкатулке“ Лариса Малеванная» (рос.) (телеканал «Культура»)